# 孝昌经济开发区
孝昌经济开发区是中国湖北省孝感市孝昌县境内的一处省级开发区和类似乡级单位。

## 行政区划
孝昌经济开发区下辖以下地区：
关王村、北桥村、牌坊村、明星村、双桥村、丁河村、洪畈村、顺民村、余陈村和凤新村。